# Illuminate (album)
Illuminate va fi cel de-al doilea album lansat de cantautorul canadian Shawn Mendes. A fost lansat la data de 23 septembrie 2016, de către casele de discuri Island Records și Universal Music Group.

## Discuri single
„Treat You Better” a fost lansat ca primul single extras de pe album, la data de 3 iunie 2016.

## Listă piese
| Standard edition |                     |                                                            |                                           |         |  |
| Nr.              | Titlu               | Autor(i)                                                   | Producător(i)                             | Lungime |  |
| 1.               | „Ruin”              | Shawn Mendes Scott Harris Geoffrey Warburton Ido Zmishlany | Jake Gosling                              | 4:01    |  |
| 2.               | „Mercy”             | Mendes Harris Danny Parker Ilsey Juber                     | Gosling Teddy Geiger                      | 3:28    |  |
| 3.               | „Treat You Better”  | Mendes Harris Geiger                                       | Dan Romer DJ "Daylight" Kyriakides Geiger | 3:07    |  |
| 4.               | „Three Empty Words” | Mendes Harris Warburton                                    | Gosling                                   | 3:19    |  |
| 5.               | „Don't Be a Fool”   | Mendes Scott Friedman Warburton                            |                                           | 3:35    |  |
| 6.               | „Like This”         | Mendes Laleh Gustaf Thorn                                  | Pourkarim                                 |         |  |
| 7.               | „No Promises”       | Mendes Harris Geiger Warburton                             |                                           |         |  |
| 8.               | „Lights On”         | Mendes Harris Geiger Warburton                             |                                           |         |  |
| 9.               | „Honest”            |                                                            |                                           |         |  |
| 10.              | „Patience”          | Mendes Harris Geiger                                       |                                           |         |  |
| 11.              | „Bad Reputation”    | Mendes Harris Warburton                                    |                                           |         |  |
| 12.              | „Understand”        | Mendes Harris Geiger Warburton                             |                                           |         |  |

| Deluxe edition |                    |                            |               |         |  |
| Nr.            | Titlu              | Autor(i)                   | Producător(i) | Lungime |  |
| 13.            | „Hold On”          | Mendes Harris Warburton    |               |         |  |
| 14.            | „Roses”            |                            |               |         |  |
| 15.            | „Mercy (Acoustic)” | Mendes Harris Parker Juber |               |         |  |

## References
1. ↑  Stutz, Colin (6 iulie 2016). "Shawn Mendes Announces New Album 'Illuminate' - Billboard". Billboard. Accesat 30 august 2016.
2. ↑  „Illuminate by Shawn Mendes on iTunes”. iTunes Store (US). 23 septembrie 2016. Accesat în 20 august 2016.
3. ↑  „Illuminate (Deluxe) by Shawn Mendes on iTunes”. iTunes Store (US). 9 septembrie 2016. Accesat în 9 septembrie 2016.